# スポーツニッポン

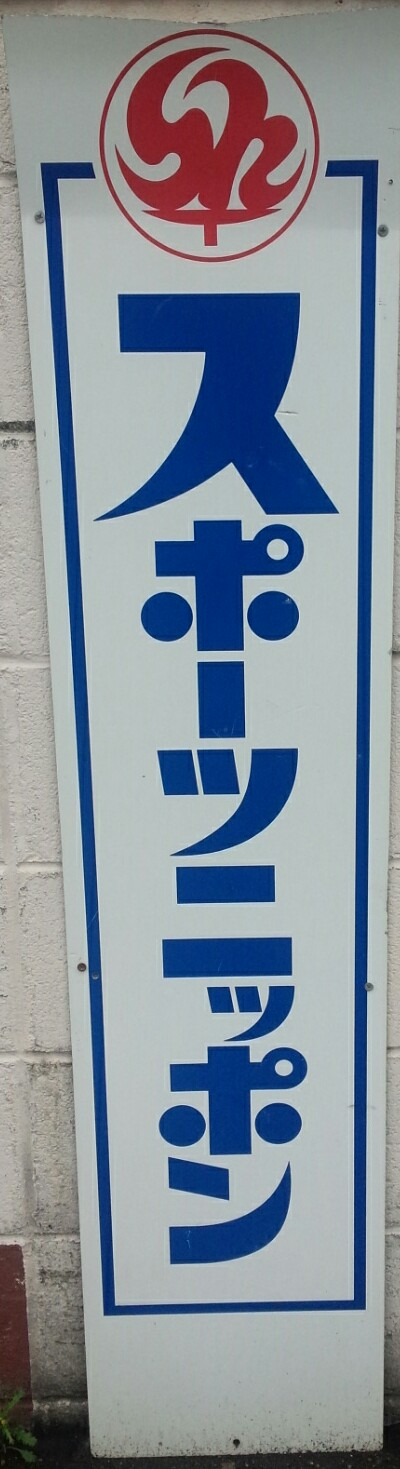
スポーツニッポンのホーロー看板

スポーツニッポンは、株式会社スポーツニッポン新聞社が発行するスポーツ新聞。通称：スポニチ。
発行元であるスポーツニッポン新聞社は毎日新聞グループホールディングス（以下、毎日新聞グループ）の主要企業であり、グループの中核事業でもある。本記事はスポーツニッポン新聞社も述べる。

## 概要
創刊当初は「スポーツ紙唯一の全国紙」をスローガンにスポーツ・芸能情報を積極的に提供した。現在は定番となった1面記事見出しのカラー化（赤見出し）や、即売版（駅売店など）の専用紙面である風俗記事の連載、最終面をニュース記事のページにする「ダブル1面」を初めて採用した。1980年代の終わりから総合大衆紙として、社会事件・政治報道などにも力を入れた。
1995年（平成7年）4月に、オウム真理教による一連の事件報道などの影響で、東京本社管内で、スポーツ紙として初めて実売100万部を超えて3か月間維持した。
2004年（平成16年）に東京、大阪、西部本社が合併し全国を一社でカバーする単一法人となった。東京を存続会社とし、2007年（平成19年）4月から旧3社の人事や賃金など諸制度を統一して新制度を執る。合併を機にすべての取引制度を見直して2005年（平成17年）度決算は減収ながら史上最高益を記録した。売上げにおける3本社の比率は東京6、大阪3、西部1である。あわせて題字ロゴを全国で統一する。2008年（平成20年）元日から、大阪本社管内を皮切りに1面題字に商品バーコードを掲載する。
発行所は東京本社、大阪本社、西部総局とする。札幌は東京本社名義、名古屋と広島は大阪本社名義、それぞれで発行し、一部を地域独自版に差し替える。名古屋は、センバツ高校野球開催期間中に地元高校を1面、常滑と蒲郡のボートレースの優勝戦を1面など記載する。
2010年（平成22年）7月に九州地区は西部本社を福岡へ統合移転後、組織を見直して西部本社を廃止する。東京本社傘下の管理下による「福岡総局」が復活した。新聞の発行は継続している。名称を「西部総局」に改め、発行元は「西部」と記す。沖縄は琉球新報社に委託（実質「地域フランチャイズ契約」）し、1990年（平成2年）7月から「新報スポニチ」を発行していたが、2025年3月31日付で休刊した。
紙媒体の発行部数が減少し、2011年（平成23年）2月1日に親会社毎日新聞社と経営統合に合意して関東財務局へ報告書を提出した。スポーツ報知と報知新聞社は読売新聞グループと経営を一体化しないが、スポニチは親会社と完全に経営を一体化する。2011年（平成23年）4月1日に毎日新聞社と、スポーツニッポン新聞社の株式を移転して設立した共同持株会社毎日・スポニチ持株移行株式会社（現在の株式会社毎日新聞グループホールディングス）の完全子会社となった。

## 沿革
- 1946年（昭和21年） - 前身紙の『日本投書新聞』が大阪で創刊。
- 1948年（昭和23年）12月4日 - 前身紙『夕刊東京日日新聞』が東京で創刊。
- 1949年（昭和24年）
  - 2月1日 - 本紙が大阪で創刊（タブロイド版）。アムステルダム・ロサンゼルス両オリンピックマラソン日本代表津田晴一郎が初代社長に就任。
  - 10月 - 日本投書新聞が毎日新聞社に買収され、『新関西』と改題。
- 1950年（昭和25年） 3月6日 - 東京都千代田区有楽町にあった毎日新聞東京本社内に東京支社設置、東京において発刊。
- 1955年（昭和30年）
  - 5月1日 - 福岡県門司市（現・北九州市門司区）清滝の毎日新聞西部本社内に西部支社設置、九州において発刊。
  - 9月1日 - 前日付けで休刊した東京日日新聞(2代)を東京本社版に事実上統合。
- 1957年（昭和32年） 2月 - 日本プロ野球キャンプの全会場に取材班を配置、シーズン前の調整をきめ細かく伝える。
- 1959年（昭和34年） 6月1日 - 北海道札幌市で東京支社版の現地印刷開始。
- 1960年（昭和35年）
  - 8月10日 - 東京支社を分社。「株式会社スポーツニッポン新聞東京本社」設立。これに伴い時期は不明だが大阪本社の社名を「株式会社スポーツニッポン新聞大阪本社」に変更。
  - 10月15日 - スポーツ新聞として初めて1面に赤色の見出しを採用。
- 1961年（昭和36年） 8月29日 - 西部支社を分社。「株式会社スポーツニッポン新聞西部本社」設立。これにより3本社体制を整える。
- 1965年（昭和40年）-  北九州市小倉区（現・小倉北区）紺屋町に毎日西部会館が完成、毎日新聞西部本社が移転。従来毎日西部が使っていた建物を西部本社専用の社屋として使用する。
- 1966年（昭和41年） 9月26日 - 毎日新聞東京本社が有楽町から同じ千代田区内に建てたパレスサイドビルディングに移ったことに伴い、東京本社も一緒に移転。ただし、編集部門のみ当時港区芝1丁目にあった東日印刷（旧・東京日日新聞印刷工場）本社工場内に移転。
- 1971年（昭和46年） 9月13日 - 東京本社、番組表を掲載するページに、鉄道駅売店などの即売版専用紙面「スポニチ環状線」の連載を開始（いわゆる二毛作）。他のスポーツ紙も追随。
- 1979年（昭和54年）11月1日 - 日刊新関西を統合し、大阪本社版の早版『スポニチ前夜速報版』にリニューアル。
- 1983年（昭和58年） 10月11日 - 東京本社、最終面をスポーツニュース記事にしたダブル1面を開始。これにより従来最終面にあったテレビ番組表（宅配版）や「スポニチ環状線」（即売版）は中面に移動。他のスポーツ紙も追随。
- 1986年（昭和61年） 1月 - 東京本社、1面のカラー印刷開始、その後カラーページを拡大。他のスポーツ紙も追随。
- 1988年（昭和63年） 8月 - 東京本社、竹橋と芝金杉橋の2か所に分かれていた拠点を江東区越中島のSTビルに全面統合移転。
- 1989年（平成元年） 10月 - 福島支局開設
  - 12月 - 西部本社、門司社屋の老朽化に伴い、毎日西部会館に移転。
- 1990年（平成2年） 7月 - 株式会社琉球新報社、韓国朝鮮日報[注 2]系のスポーツ紙・スポーツ朝鮮との提携関係が成立。1日から琉球新報社が沖縄県向けに「新報スポニチ」を発刊。
- 1992年（平成4年） 2月 - 長野支局開設
- 1993年（平成5年） 2月 - 大阪本社、北区西梅田（大阪駅前）の毎日新聞大阪本社に移転。それまでの北区（旧・大淀区）の旧社屋についてはその後スポニチとの等価交換によりマンションとして再整備された。
- 1995年（平成7年）
  - 1月17日 - 阪神・淡路大震災発生。これを受け後に3本社連携により義援金募集を実施、4204万円余の義援金が集まった。
  - 4月 - スポーツ紙初の発行部数1日平均100万部を達成（日本ABC協会調べ）。
- 2001年（平成13年） 10月 - 国会記者会にスポーツ紙で初めて加入。
- 2004年（平成16年） 
  - 10月1日 - 東京本社を存続会社として3本社が合併、商号を株式会社スポーツニッポン新聞社に変更。
  - 11月8日 - 創刊20,000号（新聞休刊日発行の特報版を除く）[3]。
- 2008年（平成20年） 1月1日 - 創刊60年を記念し、年間イメージモデルとして、前年度上半期のNHK連続テレビ小説『どんど晴れ』でヒロインを演じた比嘉愛未を起用。この日付け紙面で特集記事が紹介され、キャンペーンキャッチフレーズ「そのへんはスポニチが詳しい」が採用された。
- 2009年（平成21年） 
  - 2月1日 - 創刊60周年。イメージキャラクター兼特別編集局長によしもとクリエイティブ・エージェンシー所属のお笑いタレント・今田耕司を起用、キャンペーンキャッチフレーズ「ハッとしてホッとするスポニチ」「読むなら、いまだ!」を採用。
  - 6月12日 - 今田からの繋がりでよしもとクリエイティブ・エージェンシー所属の漫才師、石田明（NON STYLE）を期間限定の特別編集委員に任命。
  - 7月1日 - 西部本社を毎日西部会館から福岡総局（福岡市中央区天神1丁目の毎日福岡会館）に統合移転。西部版の発行所が旧福岡総局となる。販売部は毎日西部会館に残した上で、毎日西部本社と事実上統合。[注 3]
  - 10月1日 - 当初から東京本社管轄だった北海道支社を総局に格下げ。
  - 11月29日 - 大阪本社発行の“夕刊”（即売のみ）の発行を休止。
- 2010年（平成22年） 
  - 5月1日 - 大阪本社、大阪・ミナミの鰻谷スクエア[注 4]（中央区東心斎橋）に読者との交流を図る事実上の第2大阪本社「スポニチプラザ大阪」を開設。
  - 7月 - 組織再編を実施し、本社を東京・大阪の二元体制とする。西部本社は機能を維持しつつ格下げされ、紙面構成の都合で東京本社管轄となり「福岡総局」復活。ただし発行機能は維持。
  - 10月1日 - 福岡総局を「西部総局」に改称。これと前後して毎日西部本社も一部の機能を福岡本部に移す。
- 2011年（平成23年） 4月1日 - 毎日新聞社と共同で株式移転を行い、共同持株会社の毎日・スポニチ持株移行株式会社（現在の株式会社毎日新聞グループホールディングス）を設立して、同社の完全子会社となった。統合比率は毎日1に対しスポニチ1.45。
- 2012年（平成24年）
  - 4月1日まで吉本興業との長期共同コラム「よしもと100年笑いは地球を救う」も連載開始。
  - 11月 - 大阪本社発行による東海3県（愛知県・岐阜県・三重県）向けの紙面を中日新聞社本社工場による受託印刷を開始。
- 2013年（平成25年） 2月1日 - 創刊65周年としてイメージキャラクターに女優の忽那汐里（オスカープロモーション所属）を起用。
- 2016年（平成28年） 4月 - YouTubeに「スポニチチャンネル」を開設。
- 2017年（平成29年） 4月17日 - スマホ向け競輪サイト「競輪スポニチ」がオープン。
- 2018年（平成30年） 2月 - 音声メディアVoicy（ボイシー）にて「スポニチニュース」チャンネルを開設。
- 2019年（令和元年） 5月25日 - GAUSS（ガウス）社と共同開発した競馬予想サービス「スポニチAI競馬予想SIVA」をリリース。
- 2020年（令和2年） 
  - 2月1日 - スポーツ新聞としては初の本格的会員制サイト「スポニチスクエア」がオープン。
  - 2月9日 - 阪神タイガース情報アプリ「虎報」がスタート。
  - 4月1日 - 中央競馬の予想をネットで提供する「スポニチ競馬web」が稼働。
  - 11月24日 - 四国と広島・岡山のスポーツニッポンを山陽新聞印刷センターに委託。
- 2021年（令和3年）
  - 4月 - 公営競技の予想をコンビニ各社のプリントサービスで販売する「スポプリ」がスタート[4]。
  - 5月 - スポプリに「プロ野球2軍情報」と「面担号外」を追加[5]。
- 2021年（令和3年）
  - 7月18日 - 東京五輪・パラリンピックの特別編集長にお笑いコンビの「爆笑問題」を起用すると発表[6]。
  - 12月21日 - スポニチスクエアが閉鎖される。
- 2022年（令和4年）3月28日 -スポニチ初の女性アイドルユニット「スポポポポニー」がデビュー[7]。
- 2024年（令和6年）3月31日 - 長野支局を閉鎖。これに伴い、「スポニチ信州版」も同日付で終了[8]。
- 2025年（令和7年）
  - 1月7日 - 王将戦の主催から撤退を発表。第75期以降は特別協力という形に[9]。
  - 3月31日 - 琉球新報社が沖縄県向けに発行していた「新報スポニチ」を休刊[10]。

## 発行所とエリア

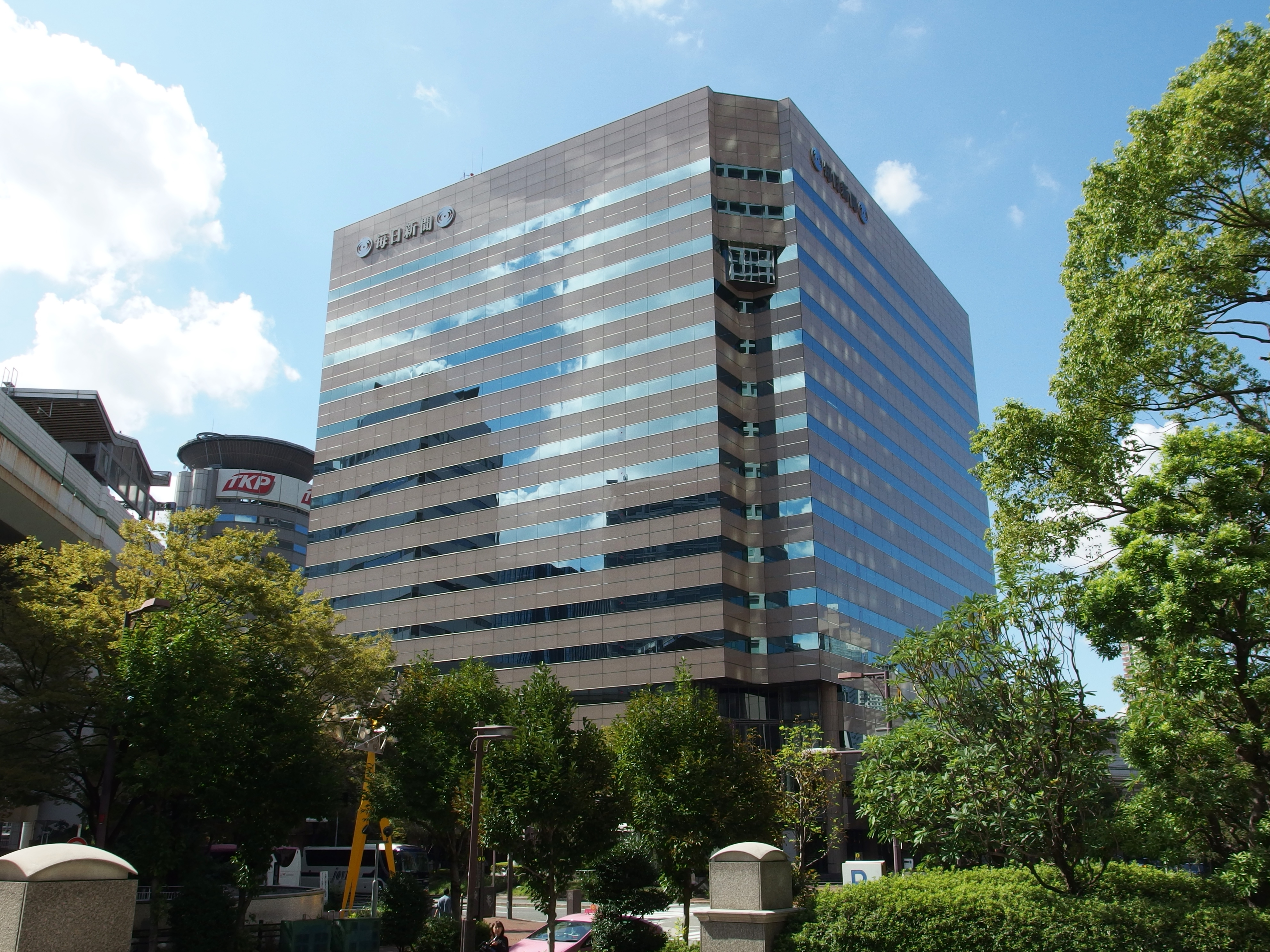
スポーツニッポン新聞社大阪本社が入居する毎日新聞大阪ビル（大阪市北区）。

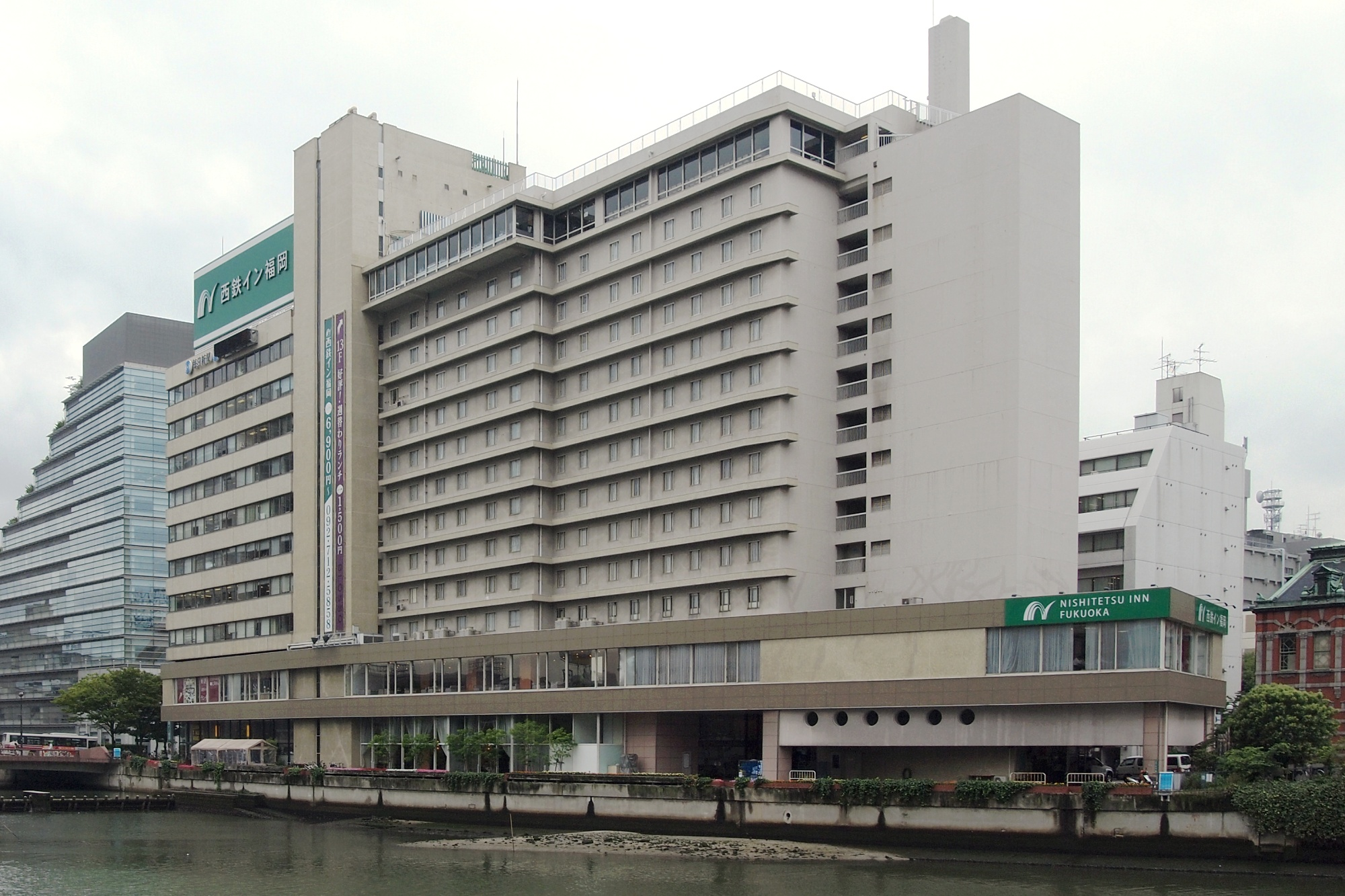
スポーツニッポン新聞社西部総局が入居する毎日福岡会館（福岡市中央区）。

### 発行対象地域
西部総局は、紙面構成の関係から、格下げ時に東京本社傘下に置かれた。ただし歴史的経緯から独自性を残している。
| 本支社等 | 本支社等                         | 所在地                                         | 発行エリア                                                                                    |
| -------- | -------------------------------- | ---------------------------------------------- | --------------------------------------------------------------------------------------------- |
| 東京本社 | 東京本社                         | 東京都江東区越中島2丁目1-30                    | 関東甲信越、東北及び静岡の17都県                                                              |
|          | 北海道支局 （旧北海道支社→総局） | 札幌市中央区北4条西6丁目1 毎日札幌会館         | 北海道                                                                                        |
|          | 西部総局 （旧西部本社）          | 福岡市中央区天神1丁目16-1 毎日福岡会館         | 九州7県、山口県及び島根県西部                                                                 |
|          | 琉球新報社 （新報スポニチ）      | 沖縄県那覇市泉崎1丁目10番地3号                 | 沖縄県                                                                                        |
| 大阪本社 | 大阪本社                         | 大阪市北区梅田3丁目4-5 毎日新聞ビル            | 近畿、北陸、四国の13府県並びに 鳥取県、岡山県、広島県並びに島根県東部、三重県伊賀、東紀州地域 |
|          | 名古屋オフィス （旧名古屋総局）  | 名古屋市中区丸の内2丁目9-6 八木兵丸の内第2ビル | 東海3県（三重県伊賀、東紀州地域除く）                                                         |

### 印刷工場
スポーツニッポンは全国の毎日新聞社系の工場を中心に印刷されているが、東海3県向けの新聞（名古屋オフィス。旧名古屋総局。三重県伊賀・東紀州は除く）は中日新聞社本社工場（名古屋市中区三の丸）である。また、中四国向けの新聞（摂津工場から直送の鳥取県・島根県東部と隠岐島、西部総局版を発行する島根県西部・山口県を除く）については、2020年12月までに倉敷市にある毎日新聞中四国印刷工場が合理化による閉鎖を決めたため、11月25日付け朝刊から、同市内にある山陽新聞社新聞製作センターに委託して現地印刷を行うことに変更される。以前は大阪版発行対象地域全域で1面の題字の発行所クレジットに小さく名古屋総局の住所を掲載していた。
東京本社
- 東京都江東区（東日印刷本社工場）
- 埼玉県川口市（毎日新聞首都圏センター川口工場）
- 神奈川県川崎市川崎区（東日印刷川崎工場）
- 神奈川県海老名市（毎日新聞首都圏センター海老名工場）
- 群馬県高崎市（毎日新聞北関東コア）
- 福島県福島市（毎日新聞首都圏センター福島工場）
- 青森県青森市（東日オフセット）

北海道支局
- 北海道北広島市（毎日新聞北海道センター）

西部総局
- 福岡県北九州市小倉南区（毎日新聞九州センター北九州工場）
- 佐賀県鳥栖市（毎日新聞九州センター鳥栖工場）

大阪本社
- 大阪府大阪市北区（毎日新聞大阪センター）
- 大阪府堺市堺区（高速オフセット堺工場）
- 大阪府摂津市（高速オフセット摂津工場）
- 岡山県倉敷市（山陽新聞印刷センター倉敷工場）

名古屋オフィス
- 愛知県名古屋市中区（中日新聞社本社工場）

### 題字
2002年頃（大阪本社管轄地域は2004年の法人統合）まで、明朝体で「ス」を大きく表示しいた。モノクロ時代（少なくとも1990年代前半まで）はバックに縦ジマのスクリーントーンが貼り付けてあった。1990年代のカラー化後は1頁の紙面左端に縦1行、最終頁も左端の縦1行（デザインは東京・西部本社と大阪本社とではやや異なり、「SN」マーク=当時は聖火をイメージしたものも、東京・西部は載せてあるも、大阪は掲載されていなかった。大阪本社版では最終頁は縦1行題字は使わず、欄外の小題字の文字を朱色でアクセントさせている）にしていた。
2002年 - 2004年の法人統合までの大阪本社版では、その日の紙面構成により1頁目の題字のサイズが異なる形式（横長、横正方形、縦正方形の3種）が採用されていた。
以後は1頁右上に「スポニチ」、左上に青地・白抜きで「スポーツニッポン新聞社」とブロック体で書かれていたものを掲載していた。2011年からは亀甲型の「S」「N」のロゴを掲載し、その右に「スポーツニッポン」と表示する。
新報スポニチは基本的に東京本社（旧西部本社を含む）の題字レイアウトに準じたものを使用しているが、「新報スポニチ」の題名は1面のみに登場し他面の欄外は他本社と同じ「スポーツニッポン」である。

### 紙面構成
テレビ番組欄、公営競技面を除き、東京本社版と大阪本社版とに分かれる。西部版は、中央競馬は地域の関係で大阪本社版を、一般のスポーツ記事・芸能記事などは東京本社版をそれぞれ使用する。
中央競馬面の馬柱は東京本社版は縦組み、大阪本社版は2021年3月まで競合の専門紙競馬ブックを意識してスポーツ新聞では唯一横組みとなっていた。他紙は東西で統一している。G1当日に１面になることが多いが、大阪本社発行版は2021年4月以降は東京本社と同一の馬柱レイアウトになった。
テレビ番組欄もほぼ幅広く1ページを使って広範囲の情報を掲載している。 『新報スポニチ』は、テレビ番組欄、公営競技面など他の都道府県で掲載される紙面内容の一部が省略されており、ページ数も少ない。
東京本社版ではアダルト面はスタンド売り用紙面で、宅配用はテレビ欄になる。大阪本社、西部版と北海道総局版はテレビ欄とアダルト面がそれぞれある。

### 東日本大震災関連
東日本大震災で甚大な被害を受けた高田高等学校野球部の姿を通して、被災地の今を伝える連載企画『復興へのプレーボール～陸前高田市・高田高校野球部の1年』を2011年5月11日から連載を開始した。2012年3月までは毎月1回、3日連続で裏1面にて連載された。定期連載終了後も年数回、不定期にて掲載を続けている。当該連載は定期連載時（2011年5月 - 2012年3月）に大阪本社版にも掲載されたが、東京本社版とは違い中面での掲載となっていたほか、関連記事の一部は割愛されていた。東日本大震災を決して忘れない意味を込め、2012年 - 2016年の毎年3月11日と12日の東京本社版と西部版の1面左端に震災復興をこれからも伝え続ける旨の内容が縦書きで記載されていた。2020年3月12日に、東京本社版と西部版の1面右端に『3・11から9年――あの日の記憶を忘れないように』と4ページにわたるワイド特集を記載した。

## テレビ面の収録局

### 東京本社版

#### 首都圏・山梨版
以下は宅配版の場合であり、紙面ビュアーでは即売版相当のもので、右ページ相当はアダルト面（ビューアーでは著作権などのため広告に差し替えられている）だが、ラジオ・BSが収録されている左ページは、在京キー各局とNHK BSの2つ、WOWOWプライム（いずれもクォーターサイズ）に差し替えられている。宅配版も以前は2ページに渡って掲載されていたが、現在は1ページに集約されている。
＜最上段＞
- フルサイズ：NHK総合（東京）、NHK Eテレ、日本テレビ、テレビ朝日、TBSテレビ、テレ東、フジテレビ
- ハーフサイズ：NHK BS、NHK BSプレミアム4K
- クォーターサイズ：BSよしもと（NHK BS2局の下に2行に分けて掲載）

＜2段目＞
- クォーターサイズ：WOWOW プライム・ライブ・シネマ、BS日テレ、BS朝日、BS-TBS、BSテレ東、BSフジ、BS11 イレブン、BS12 トゥエルビ

＜3段目＞
- クォーターサイズ：TOKYO MX1、同2、tvk、テレ玉、チバテレ、山梨放送、テレビ山梨、群馬テレビ、とちぎテレビ、ゴルフネットワーク

＜最下段＞
- クォーターサイズ（全て2行に分けて掲載）：NHKラジオ第1（東京）、TBSラジオ、文化放送、ニッポン放送、RFラジオ日本

※レイアウト変更により、スターチャンネル1、J SPORTS1-4、日テレプラスが未収録となった。

#### 北東北版
- フルサイズ：NHK総合、青森放送、青森テレビ、青森朝日放送、秋田放送、秋田テレビ、秋田朝日放送、IBCテレビ、テレビ岩手、岩手めんこい、岩手朝日テレビ

- ハーフサイズ：NHK BS、NHK BSプレミアム4K、WOWOW プライム、NHK Eテレ

- ハーフサイズ（通常ハーフより若干狭い）：北海道放送、北海道テレビ、札幌テレビ、北海道文化放送、エフエム岩手、エフエム秋田、エフエム山形、NHK-FM、エフエム北海道、NORTH WAVE、エフエム青森

- クォーターサイズ：BS日テレ、BS朝日、BS-TBS、BSテレ東、BSフジ、WOWOW ライブ、WOWOW シネマ、デジタルEテレDE

#### 宮城・福島版
- フルサイズ：NHK総合、NHK Eテレ、TBCテレビ、仙台放送、ミヤギテレビ、東日本放送、福島テレビ、福島中央テレビ、福島放送、テレビユー福島

- ハーフサイズ：NHK BS、NHK BSプレミアム4K、WOWOW プライム、
- ハーフサイズ（通常ハーフより若干狭い）：ふくしまFM、NHK-FM

- クォーターサイズ：WOWOW ライブ、WOWOW シネマ、日本テレビ、テレビ朝日、TBSテレビ、テレ東、フジテレビ、BS日テレ、BS朝日、BS-TBS、BSテレ東、BSフジ、日テレプラス、J SPORTS 1-4、釣りビジョン、BS11、BS12 トゥエルビ、ゴルフネットワーク

#### 新潟・山形版
- フルサイズ：NHK総合、NHK Eテレ、新潟放送、TeNY（テニィ）、NST、UX新潟テレビ21、山形放送、山形テレビ、テレビユー山形、さくらんぼテレビ

- ハーフサイズ：NHK BS、NHK BSプレミアム4K、WOWOWプライム

- ハーフサイズ（通常ハーフより若干狭い）：NHK-FM、エフエム新潟、エフエム山形、エフエム秋田

- クォーターサイズ：BS日テレ、BS朝日、BS-TBS、BSテレ東、BSフジ、WOWOWライブ・シネマ、日テレプラス、J SPORTS 1-4、BS11、BS12 トゥエルビ、ゴルフネットワーク

#### 信越版
- フルサイズ：NHK総合（長野。※新潟局ローカル枠表記あり）、信越放送、長野放送、テレビ信州、abn長野朝日、新潟放送、テレビ新潟（テニィ）、NST、UX新潟テレビ21

- ハーフサイズ：NHK Eテレ、NHK BS

- クォーターサイズ：NHK BSプレミアム4K、BS日テレ、BS朝日、BS-TBS、BSテレ東、BSフジ、BS11、BS12 トゥエルビ、BSよしもと、ゴルフネットワーク

#### 静岡版
- フルサイズ：NHK総合（静岡）、NHK Eテレ、SBS、テレビ静岡、静岡朝日テレビ、Daiichi-TV

- クォーターサイズ：NHK BS、NHK BSプレミアム4K（2021年3月31日まではハーフサイズで掲載されていた）、BS日テレ、BS朝日、BS-TBS、BSテレ東、BSフジ、BS11、BS12 トゥエルビ、BSよしもと、ゴルフネットワーク

※2021年3月31日までは、NHK-FM（静岡）、K-MIX、FM-FUJI、TOKYO FM、日本テレビ、TBSテレビ、フジテレビ、テレビ朝日、テレビ東京をそれぞれ掲載していたが、紙面刷新に伴い同日をもって掲載を打ち切った。

### 大阪本社版

#### 近畿版　※三重県伊賀地域を含む
- フルサイズ：NHK（総合大阪）、MBS、ABCテレビ、カンテレ、読売、大阪
- クォーターサイズ（テレビ大阪の横）：サン、京都、びわ湖、和歌山
- クォーターサイズ（BS、プレミアム4Kの横）：奈良、GAORA SPORTS
- クォーターサイズ（奈良、GAORAの横）：スカイA、ABCラジオ
- クォーターサイズ（最下段、フルサイズの下）：BS日テレ、BS朝日、BS-TBS、BSテレ東、BSフジ、BS11 イレブン、NHK BS、NHK Eテレ、NHK第1（大阪）、MBS エムラジ

※レイアウト変更により、NHK BSプレミアム、BS12 トゥエルビ、J SPORTS 1-4、FM802が未収録となった。更に、2025年現在、BSよしもと、ゴルフネットワークも未収録となった。
※NHK BSプレミアム4Kは、NHK BSプレミアムとNHK BS4Kとの統合後、しばらくしてから掲載されるようになったが未収録となった。また、WOWOWプライム・ライブ・シネマも一時未収録の時期があったものの復活したが、再び未収録となった。
※近畿版のテレビ欄の局名表記カットは当該局のマスコットキャラクターが表記されている。
※1987年9月までは元日号、オールスター、日本シリーズ、高校野球、近代オリンピックの開催時期にダブル1面を臨時に行うことがあったが、原則としてテレビ番組表は最終頁にあり、ラジオ番組はFM2局（NHK-FMとFM大阪）のみの収録だった。1987年10月にレギュラーでのダブル1面を開始してからAMや新規に開局したFMを含め、関西圏のほとんどのラジオ局の番組を収録していたが、21世紀に入り衛星放送の拡充などからラジオ局の収録局が大幅に削減されている。

#### 東海版
- フルサイズ：NHK（総合名古屋）、東海、CBC、メ～テレ、中京、愛知、三重、ぎふチャン

※三重テレビ、ぎふチャンは、東海地区発行スポーツ紙では、唯一フルサイズである。
- クォーターサイズ：NHK BS、NHK BSプレミアム4K、NHK Eテレ、BS日テレ、BS朝日、BS-TBS、BSテレ東、BSフジ、BS11 イレブン、BSよしもと、GAORA SPORTS、スカイA、ゴルフネットワーク、NHK第1（名古屋）、NHK第2（名古屋）

※レイアウト変更により、J SPORTS 1-4、WOWOWプライム・ライブ・シネマが未収録となった。

#### 北陸版（2025年2月のデータ）
- フルサイズ：NHK総合、FBC、福井、MRO、石川、金沢、HAB、チューリップ
- ハーフサイズ：KNB、BBT、MBS、ABCテレビ、カンテレ、読売、京都、NHK Eテレ、NHK BS、NHK BSプレミアム4K
- クォーターサイズ：BS日テレ、BS朝日、BS-TBS、BSテレ東、BSフジ、BS11 イレブン、NHK第1、BSよしもと、WOWOWプライム・ライブ・シネマ、GAORA SPORTS、スカイA、ゴルフネットワーク、J SPORTS 1-4

#### 徳島版
- フルサイズ：NHK総合、四国、MBS、ABCテレビ、カンテレ、読売、サン、大阪
- クォーターサイズ：南海、テレビ高知、愛媛朝日、和歌山、高知、あい、さんさん、愛媛、せとうち、NHK BS、NHK Eテレ、BS日テレ、BS朝日、BS-TBS、BSテレ東、BSフジ、BS11 イレブン、GAORA SPORTS、スカイA

#### 中四版※岡山県、香川県、愛媛県、高知県
- フルサイズ：NHK総合、RSK、OHK、瀬戸内海、西日本、四国、あい、愛媛
- クォーターサイズ：RCC、テレビ高知、南海、高知、広島、愛媛朝日、広島ホーム、さんさん、TSS、せとうち、NHK BS、NHK Eテレ、BS日テレ、BS朝日、BS-TBS、BSテレ東、BSフジ、BS11 イレブン、GAORA SPORTS、スカイA

#### 中広版※広島県
- フルサイズ：NHK総合（総合広島）、RCC、広島、広島ホーム、TSS、日本海、BSS、さんいん中央
- クォーターサイズ：南海、西日本、愛媛朝日、瀬戸内海、あい、RSK、せとうち、愛媛、OHK、NHK BS、NHK Eテレ、BS日テレ、BS朝日、BS-TBS、BSテレ東、BSフジ、BS11 イレブン、GAORA SPORTS、スカイA

※近畿版と同様、レイアウト変更により、NHK BSプレミアム4K、WOWOW プライム・ライブ・シネマ、BSよしもと、CSゴルフネットワーク、J SPORTS 1が未収録となった（中広版については、J SPORTS 2-4は2024年5月時点では既に未収録だった）。

### 西部総局版

#### 北九・福岡版
- フルサイズ：NHK総合③ 山口①、NHK Eテレ、RKB、KBC、TNC、FBS、TVQ
- ハーフサイズ：NHK BS、NHK BSプレミアム4K、WOWOWプライム、サガテレビ、OAB、TOS、OBS、RKK、TKU、KKT、KAB、TYS、YAB、KRY
- クォーターサイズ：BS日テレ、BS朝日、BS-TBS、BSテレ東、BSフジ、ゴルフネットワーク、BS11 イレブン、BS12 トゥエルビ、WOWOW ライブ、WOWOW シネマ、J SPORTS 1、J SPORTS 2、J SPORTS 3、J SPORTS 4

#### 東版 ※山口県・大分県
- フルサイズ：NHK総合① 福岡・鹿児島③、TYS、KRY、YAB、OBS、TOS、OAB
- ハーフサイズ：NHK Eテレ、NHK BS、NHK BSプレミアム4K、KTN、NCC、NIB、NBC、RKB、KBC、TNC、FBS、TVQ
- クォーターサイズ：MRT、UMK、KTS、KYT、KKB、MBC、RKK、TKU、KKT、KAB、サガテレビ、BS日テレ、BS朝日、BS-TBS、BSテレ東、BSフジ、WOWOWプライム・ライブ・シネマ、BS11 イレブン、BS12 トゥエルビ、J SPORTS 1-4、CSゴルフネットワーク

### 北海道総局版
- フルサイズ：NHK、STV、HBC、UHB、HTB、TVh

※局名カットは、下記のラジオも含めて北海道総局独自のものである。
- クォーターサイズ：NHK Eテレ、NHK BS、NHK BSプレミアム4K、BS日テレ、BS朝日、BS-TBS、BSテレ東、BSフジ、CSゴルフネットワーク、BSよしもと

※局名カットは、東京本社版のものを使用。
※レイアウト変更以前はNHK Eテレもフルサイズであった。またWOWOWプライム・ライブ・シネマ、J SPORTS 1〜4、GAORA SPORTS、BS11 イレブン、BSスカパー、日テレプラスが掲載されていた。
- ラジオ（別面）
  - クォーターサイズ：NHK/FM、NORTH WAVE、AIR-G FM北海道、エフエム青森、NHKラジオ1、NHKラジオ2、HBCラジオ、STVラジオ、青森放送
  - 極小サイズ：ラジオNIKKEI、AFN

## 毎日新聞社との関係について
スポーツニッポンは、毎日新聞の僚紙的位置付けとして創刊した。毎日グループ企業として位置付けられるのはこのためであり、現在東京本社以外の拠点は全て毎日新聞の地域本社・支社・本部等に置かれており、2011年4月1日から毎日新聞社と経営統合し、「毎日新聞グループホールディングス」傘下となった。
戦後の混乱期、用紙難からGHQは既存新聞社の増紙を認めない一方、新興新聞社に出来る限り用紙を割り当てる政策を採った。既存新聞社はこの政策を逆手に取り、ダミー子会社を設立して新興紙を多く創刊した。毎日新聞系としては『東京日日新聞』「サン写真新聞」（東京）、「東海毎日新聞」（名古屋）、「新大阪」「新関西」（大阪）、「新九州」（門司）といった新聞があった。
一方で、毎日新聞大阪本社の有志がこの動きとは別にスポーツ振興を旗印としてスポーツ新聞の創刊を企画した。これがスポニチである。スポニチは毎日新聞社の後援はあったものの、上記毎日新聞のダミー子会社ではなく比較的独自の発展を遂げた。
ダミー子会社の発行する新聞は、その後用紙規制緩和に伴う毎日本紙の増紙と夕刊発行復活で存在意義が無くなり、「東海毎日新聞」は廃刊（毎日の名古屋再進出に伴う事実上の本紙吸収）。「サン写真新聞」も休刊し「新大阪」は毎日から独立、残る3紙もスポニチに吸収される形になった。
- 「東京日日新聞」は戦前存在した同名紙の復刊といった触れ込みだったが、毎日本紙夕刊と競合したため朝刊に転身したものの休刊。印刷工場（のちの東日印刷）にスポニチ東京本社編集局が設けられた。
- 「新九州」（1946年（昭和21年）4月8日創刊、1950年（昭和25年）3月6日に朝刊紙へ転向）も、スポニチ西部本社発足とともに休刊した。

### スポニチ夕刊 (早版)
「新関西」は1946年（昭和21年）4月10日創刊の「日本投書新聞」が1949年（昭和24年）10月に毎日グループ入りした後に改題した物で、毎日本紙の夕刊発行とスポニチの伸長後はスポニチ大阪本社との経営統合で「スポニチ夕刊・新関西」と改題した。
「スポニチ夕刊・新関西」は1970年代後半まで存続したが、経営難から1979年11月1日付け（10月31日夕方発行　）をもって休刊した。
- その後も、スポニチ大阪本社は「スポニチ前夜速報版」や「スポニチ早刷り号」の名義で地方都市向けの早版である第6版をそのまま夕刊として発行していたが、輸送コストが高くかかることや近年のライフスタイルの変化などから2009年（平成21年）11月30日付（11月29日発行）で発行を休止した。

大阪市、京都市、神戸市とその周辺地域の駅売店を対象に、翌日付け第6版を、前日夕方に夕刊として発売していた。
レース面では、その日のレース結果付きで翌日の公営競技のレース予想を掲載、「特捜班」の穴予想が人気を集めた。これにより、翌日に行われるレースを前夜に予想出来た。
早版を夕刊として発売していた関係で、ラテ欄は掲載日付のものだけを載せていた。
- 関西地方では、スポニチ以外のスポーツ新聞も早版を夕刊として発行していたが1990年代に全て廃止している。

- 関東地方では、神戸新聞系のデイリースポーツが2009年（平成21年）11月30日付までは駅売店・コンビニ向けに「夕刊デイリースポーツ」名義で夕刊を発行していた。

## 主な評論家

### 野球

#### 東京本社
- 張本勲（1982年 - ）
- 田淵幸一（1985年 - 1989年、1993年 - 2001年、2004年 - 2010年、2013年 - ）TBSチャンネル・フリーとしての解説者兼
- 有藤道世（1990年 - ）日テレNEWS24解説者兼
- 中畑清（1990年 - 1992年、1995年 - 2011年、2016年 - ）日本テレビ・テレビ東京・ラジオ日本解説者兼
- 牛島和彦（1994年 - 2004年、2007年 - ）大阪本社管轄の名古屋版にも登場している。TBSチャンネル・CBCテレビ・CBCラジオ解説者兼
- 東尾修（2002年 - ）1989年 - 1994年 は日刊スポーツの専属評論家だった。福岡放送・文化放送解説者兼
- 槙原寛己（2002年 - ）TBSテレビ解説者兼
- 森繁和（2012年 - 2013年、2020年 - ）J SPORTS・BSよしもと・CBCラジオ解説者兼
- 伊東勤（2018年、2022年 - ）2009年 - 2010年 はサンケイスポーツの専属評論家だった。NHK解説者兼
- 松坂大輔（2022年 - ）テレビ朝日解説者兼
- 辻発彦（2023年 - ）2005年 - 2006年 は日刊スポーツの専属評論家だった。テレ玉·文化放送ゲスト解説者兼

以下の評論家は広島東洋カープのOBであるため、大阪本社管轄の広島版にも登場することがある。
- 大野豊（2000年 - 2009年、2013年 - ）NHK解説者兼
- 野村謙二郎（2006年 - 2009年、2015年 - ）日本テレビ・広島テレビ解説者兼
- 佐々岡真司（2008年 - 2014年、2023年 - ）RCCテレビ・RCCラジオ解説者兼

##### 西部総局
- 若菜嘉晴（2003年 - ）福岡放送・スポーツライブ+解説者兼
- 杉本正（2015年 - 2016年 、2019年 - ）
- 岸川勝也（2017年 - ）RKBテレビ・RKBラジオ・MXテレビ解説者兼
- 松田宣浩（2024年 - ）KBCテレビ・KBCラジオ・ニッポン放送解説者兼

#### 大阪本社
- 広澤克実（2004年 - 2006年、2009年 - ）サンテレビ・仙台放送解説者兼
- 亀山つとむ（2004年 - ）毎日放送・MBSラジオ・GAORA解説者兼
- 片岡篤史（2007年 - 2009年、2013年 - 2015年、2019年 - 2021年、2025年 - ）フジテレビ解説者兼
- 赤星憲広（2010年 - ）日本テレビ・読売テレビ・ABCラジオ解説者兼
- 矢野耀大（2011年 - 2014年、2023年 - ）ABCテレビ・ABCラジオ・サンテレビ・MBSテレビ解説者兼任
- 金本知憲（2013年 - 2015年、2019年 - ）※デイリースポーツの評論家を兼務するほか、フリーランスの解説者としても活動。
- 関本賢太郎（2016年 - ）ABCテレビ・ABCラジオ解説者兼
- 能見篤史（2023年 - ）MBSテレビ·MBSラジオ·日本テレビ·読売テレビ・NHK大阪放送局・TBSチャンネル解説者兼
- T-岡田（2025年 - ）J SPORTS解説者兼

### 競馬

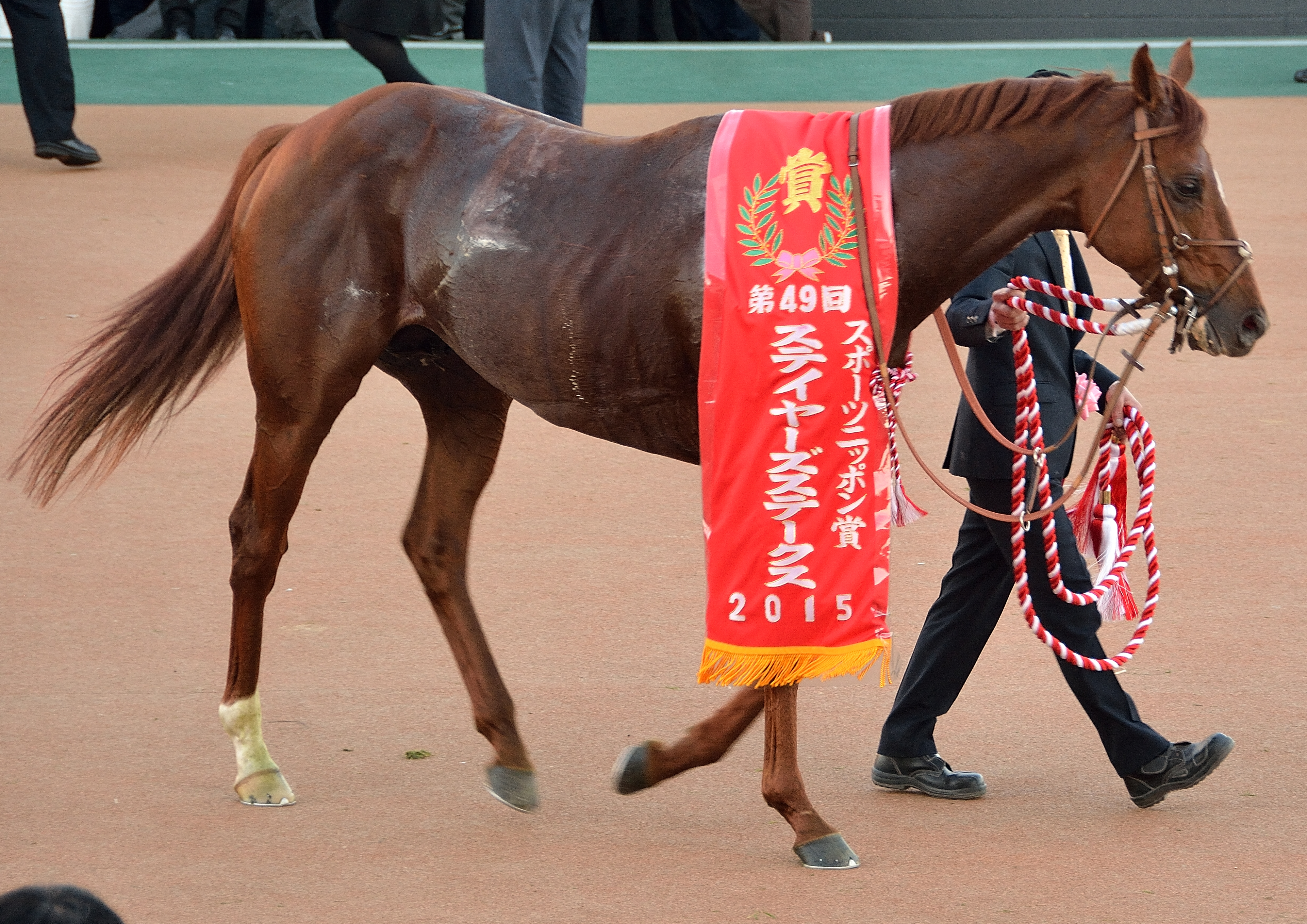
スポーツニッポン賞として協賛しているステイヤーズステークス。

- 境勝太郎（1997年 - 2009年 ）
- 浅見国一（1997年 - 2012年 ）
- 池江泰郎（2011年 - ）
- 鈴木康弘（2015年 - ）

### 競輪
- 井上茂徳（1999年 - ）
- 吉岡稔真（2007年 - ）
- 山田裕仁（2015年 - ）

### ボート
- 中道善博（1999年 - ）
- 津田富士男（2004年 - ）

## その他
- 東京都江東区越中島にある東京本社社屋は、同じく毎日新聞GHD傘下の印刷会社東日印刷との共同所有。同ビルは東日印刷に印刷を委託している東京スポーツ新聞社も本社を置いている。
- 他のスポーツ紙と比較して紙が良質である。※東京本社発行版のみ。
- 毎日新聞社がプロ野球毎日オリオンズ（現・千葉ロッテマリーンズ）を保有していた頃は、スポニチの紙面上でもオリオンズ色が強かった。また、競合の日刊スポーツがセ・リーグの広報役を期待されたのに対して、スポニチは毎日球団が属したパ・リーグの広報役を期待する向きがあった。このため、とりわけ大阪地区では販売に苦戦を強いられていた。

1969年（昭和44年）に、オリオンズの経営権がロッテに渡ると全国規模で地域密着の表看板を打ち出し、紙を挙げて特定球団を応援する方針を止めた。2021年現在、東京本社は競合紙によるテコ入れの少ない埼玉西武ライオンズと横浜DeNAベイスターズを比較的大きく取り上げ、大阪・広島・西部版はそれぞれの地元チームである阪神タイガース、広島東洋カープ、福岡ソフトバンクホークスを大きく扱っている。ただし、東海3県（愛知県・岐阜県・三重県）向けは中日ドラゴンズに関する情報が少ない。名古屋版は名古屋市中区の毎日新聞名古屋センター→中日新聞社本社工場で印刷されているが、公営競技・テレビ欄以外は大阪版とほぼ同じ内容の紙面で、名古屋で印刷されるスポーツ紙では唯一、阪神タイガースの情報が最も多く掲載されている。テレビ欄のみを「東海版」と定め、かつてはテレビ欄の欄外に名古屋総局（現：名古屋オフィス）の住所・電話番号を表記していた。三重県の伊賀・東紀州地方は近畿版（京阪神）の販売エリアである。
1989年から選手や監督・コーチのオフレコでの発言を取り上げた「隠しマイク」を連載中。2009年からは年間でもっとも面白い発言をした者に「隠しマイク大賞」としてトロフィーを贈呈している。
- 毎日新聞グループがアマチュア野球に力を入れている関係で、アマチュア野球関連の記事が他紙と比べて多い。社会人野球は大きく記事にする。東京スポニチ大会が当社主催、2大全国大会の都市対抗と日本選手権が毎日新聞社主催である。そのほか、センバツに直結する高校野球の秋季地区大会も大きく取り扱う。
- スポーツ紙では唯一、将棋8大タイトルの一つ王将戦を主催する。王将戦は毎日新聞社との共同主催だが、名人戦が毎日主催に復した1976年（昭和51年）以降は、当社の方が前面に出ている。
- 東京本社版でも、埼玉県と隣接都県の一部向けに限ってサッカーJ1浦和レッズを1面で大きく扱う場合がある。広島県においては、カープ以外の地元チーム（J1サンフレッチェ広島・高校野球など）も1面で大きく扱う場合がある。
- Jリーグのスコア表記における韓国・朝鮮系選手の氏名表記が来日選手と在日選手とで異なっている。来日選手はフルネームが均等割り付けで、途中交代時および縮小版（J2リーグ戦やJリーグカップグループリーグで使用）はフルネーム表記だが、在日選手はフルネームが姓と名で分けられ、途中交代時および縮小版では姓のみ表記。サッカー北朝鮮代表における在日選手の表記法は、Jリーグにおける来日選手と同じ（それ以外の選手はカタカナ表記）。
- 欄外の題字の字体は、東京・大阪・西部各版とも左右寄り（1頁を除く奇数面は左寄り、偶数面は右寄り）に「スポーツニッポン」として表記されている。
  - 2011年（平成23年）2月14日まで（休刊日のため「臨時即売版」=駅・コンビニ売店用のみ。宅配は前日の2月13日まで）の大阪本社版は中央に東京本社・西部版とは別の字体で（といっても東京・西部とはさほど変わっていなかった）「スポーツニッポン」と表記されていたほか、中央競馬面では「スポニチチャレンジKEIBA」、芸能・社会面は「スポニチエンタメ&NEWS」「スポニチエンタメWIDE」「スポニチNEWS」の表記に差し替えていた。同年2月15日付から大阪本社版も新聞制作システムの更新に伴い東京・西部版に準拠した欄外題字に変更された。中央競馬・公営競技頁は左右端（左ページは右端、右ページは左端）に白抜きで「SPONICHI RACE」の文字が入っている。
  - 1頁の題字（左上）も一時期「スポーツニッポン新聞社」と表記されていたが、2011年（平成23年）2月1日の紙面から「スポーツニッポン」に戻されている。
- 毎日新聞グループであることから、グループと関係の深いTBSの「ブロードキャスター」で当新聞の編集局と生中継でつなぐコーナーがあった。平日の同じ時間帯に放送されていたテレビ朝日「ニュースステーション」でも同様に、同系列の日刊スポーツ編集局と木曜に生中継をつないでいた。
- 2011年（平成23年）3月1日付から、「スポーツニッポン」の題字左端に新シンボル（亀甲に白抜きで「SN」）のマークが新たに加えられた。
- 一部の記事（一部一般スポーツ、芸能、社会など）で欄外端（奇数ページ=左端、偶数ページ=右端）にその頁掲載記事についての関連の一口メモ的な1行記事が掲載されている場合がある。
- 『週刊ゴング』で知られる日本スポーツ出版社、『サッカーダイジェスト』の日本スポーツ企画出版社、は関連がない。
- カナダのサイト『PressDisplay』にて紙面を閲覧することができる（有料）。ただし、一部の広告は掲載されない。
- 毎日新聞GHDの友好会社でもあるMBSラジオ（2021年3月31日までは毎日放送のラジオ放送部門）では、特別番組やプロ野球中継でスポーツニッポン新聞社がスポンサーに付くことが多い。提供スポンサー読みは「スポーツ紙のトップランナー・スポーツニッポン」と呼んでいる。同局は蜂谷薫や子守康範がアナウンサー時代に収録したCMを、両者の退社後も長きにわたって放送している。
- 2008年3月まで、お笑いコンビの「レム色」で活動していた渡辺剛太が2009年4月に東京本社へ入社。在籍中は東京本社編集センター、福島支局への勤務を経て2014年10月からスポーツ部の記者としてプロ野球を担当していた。プロ野球の春季キャンプを初めて取材した2015年2月に、スポニチアネックスで「キャンプ　上から下から」の記事を連載。「元・回文芸人記者」の肩書で日本プロ野球全12球団の一軍キャンプ地を訪れるとともに、「レム色」時代の十八番でもあった回文とイラストでキャンプの模様を報告していた[17]。後に退社したうえで、2022年に小説家として『え、この声 え?この声 え、この声』を筑摩書房から刊行。
- 金本知憲が阪神タイガースの一軍監督を務めていた2016年以降の大阪本社発行版では、阪神関連の記事で1面を構成する場合に、現役の一軍監督が毛筆やサインペンで書いたチームスローガンを記事の題字に用いている。
- 中途採用扱いで2020年4月に入社した柳内遼平（やなぎうち・りょうへい）も四国・九州アイランドリーグと日本野球機構（NPB）の審判員経験者で、福岡県福津市教育委員会の職員を経て入社したことを機にアマチュア野球担当の記者へ転身[18]。NPBの審判員時代（2011 - 2016年）に、一軍公式戦3試合で審判に就いていた経験[19]などを背景に公式戦で物議を醸した審判のジャッジを「元NPB審判員の記者」の立場で検証する記事や、公認野球規則から現役の選手・指導者でも間違い易いルールを解説する記事を随時執筆している。
- ウェブ版に当たる『Sponichi Annex（スポニチアネックス）』では、テレビ・ラジオ放送の番組における出演者の発言を実況風に書き起こした記事が「芸能」ページから頻繁に配信されている。TBSテレビ『サンデーモーニング』のスポーツコーナー「週刊御意見番」、ニッポン放送『うどうのらじお』、TBSラジオ『安住紳一郎の日曜天国』、JFN系列『有吉弘行のSUNDAY NIGHT DREAMER』などを対象とした記事が多く、有働由美子[注 14]や安住紳一郎は自身の番組内でも度々苦言を交えながら言及している。近年はテレビ・ラジオだけでなく、著名人のSNS投稿や動画配信サイト、有料会員サイトなどの内容も対象に記事化する傾向が強く出ており、放送1回分に対しトークのエピソード毎に分割して数本分の記事を作成するなど、コタツ記事としてのPV稼ぎや事実誤認が顕著に見られる。特に事実誤認に関しては、当事者へ謝罪する事なく訂正や削除などの対応をしているため、著名人や関係者から直接批判を受ける事も多い[20][21]。

## スクープ
- 2022年7月、お笑いコンビ・TKOの木本武宏が仮想通貨への巨額投資で、周囲とトラブルになっていると報道した。木本は、出演番組を次々に降板ないしは打ち切られ、所属する松竹芸能を退社することになった。
- 2024年2月18日、キャスターの小倉智昭がスポニチのインタビューにて、2023年10月に腎盂がんの診断を受けて、同年12月1日に左の腎臓の全摘手術を受けたことを明らかにした[22]。

## 事実の誤認などで物議となった報道
スポーツニッポンは、物議となった報道をたびたび起こしている。
- 1996年（平成8年）10月から1997年（平成9年）3月にかけ、サンケイスポーツが発行している競馬専門紙『競馬エイト』に掲載されている調教コメントの大部分を、東京本社版の競馬面で剽窃していた[23]。
いつも記事が似通っていることに疑念を抱いていたサンスポ側はスポニチ側に調査を申し入れ、その結果サンスポ側が各調教師に確認したところ、スポニチ側から取材を受けていないことが発覚しスポニチ側も記事の剽窃を認め全面謝罪した。紙面で謝罪文を掲載、謝罪文はサンスポでも取り上げられた。これにより、一部の役員が責任を取って辞職する。当時、TBS系で放送されていた報道情報番組の「ブロードキャスター」でスポニチ紙面を紹介するコーナーも打ち切りとなり、番組に出演していた当時同紙の大隅潔記者も降板した。
- 阪神タイガースの監督だった野村克也の監督最終年2001年（平成13年）、野村監督に対する批判記事の度が過ぎていると批判された。大阪本社による野村批判は年を追う毎に他紙と比較しても異常な出稿量となり、読者投稿欄や阪神の公式サイト掲示板の野村批判まで利用した。当時、かなり少数派だった野村批判の書き込みを「殺到」と表現し、過剰なまでの世論誘導を行った。当時阪神の野崎勝義球団社長が「事実に反する内容で遺憾である」と同年7月、球団よりスポニチへ取材禁止処置が取られるほどに発展したが、同年オフに野村監督が辞任したあと沈静化した。野村監督の後任である星野仙一監督は打撃チーフコーチに田淵幸一を招聘した理由の一つとして、「タイガースが長年頭を痛めていたスポニチとの対立も、スポニチの専属評論家だった田淵の出現で雪解けのタイミングを迎えられる。マスコミとの無用な摩擦の解消。そういう希望も叶った」と著書で記している[24]。
野村に対するスポニチの批判記事は、1970年代の南海ホークス時代、鶴岡一人（監督辞任後はスポニチ専属評論家）との確執に端を発する問題で南海監督時代の1977年（昭和52年）、豊中市の自宅マンションに泥棒が入ったことで当時愛人関係にあった野村沙知代との同棲が発覚し大スクープとなった。さらに同年9月、南海球団が野村監督の解任を決定したことをいち早くすっぱ抜いた。
一連の大阪本社と野村との確執が影響したのか、野村の逝去翌日に関係が大阪本社ほど険悪でなかった東京本社版が野村の逝去を1面記事としたのに対し、大阪本社版は訃報記事を終面に載せ、阪神の近本光司の記事を1面にした。なお、大阪本社発行であっても、デイリースポーツ・日刊スポーツとともに別途広島東洋カープの記事を1面とすることが多かった広島県版の同日の対応は不明。
スポニチは鶴岡・広瀬を評論家として起用するなど南海との関係が強かったが、野村は幼少期の新聞配達からの縁で産経新聞・サンケイスポーツをはじめとするフジサンケイグループとの関係が深く、サンスポで評論家を務めたことがある。また監督を務めたヤクルトスワローズも、過去に同球団を産経新聞が親会社として経営していた経緯から、経営撤退後もフジサンケイグループと関係が深い形で残っていた。
- 2005年（平成17年）2月22日、朝刊一面で「進藤晶子、松嶋菜々子の実兄と結婚」と報じた。スポニチに追従して夕刊フジ等他のマスコミも一斉に取り上げた。しかし、報道直後に進藤の所属事務所からは「進藤は松嶋の実兄に会った事もない」と否定文書が出され誤報が確定、スポニチはサイト上の記事を即座に削除し訂正記事を掲載した。この話題に乗った他のマスコミも大慌てで記事の差し替えを余儀なくされた。ネタ元は「松嶋の実兄が進藤に似た女性と歩いていた所を目撃されたから」ともされるが真相は不明である。進藤は翌年にプロゴルファーの深堀圭一郎と結婚し、松嶋の実兄と結婚したのはフリーアナウンサーの孫明日香だった。（のちに松嶋あすかと改名した。）
- 2010年（平成22年）5月27日、サッカー日本代表のワールドカップ前による高地トレーニングについて、マラソントレーナーの小出義雄が「高地トレーニングの効果ゼロ」「これなら低地で全力で追い込んだ方が良かったのにね」と話したと報じた[25]。しかし一週間後、小出が関係者から「自身が日本代表の高地トレーニングを否定している」との虚偽報道を聞き、自身のホームページで「今回の日本代表の練習日程は丁度いいと思いますよ」と真っ向から反論した。この記事により、当時日本代表の岡田武史監督が気を悪くしていないか心配した[26]。
- 2011年（平成23年）6月28日の紙面、6月29日のスポニチAnnexにて、イタリアのサッカーチーム・ユベントスが日本代表の本田圭佑獲得に乗り出し、クラブ間交渉が詰めの段階まで来ているとユベントス幹部が明らかにしたと報道した[27]。イタリア国内では一切報道は無かったため、イタリア各紙は「ユベントスが本田を獲得する」とスポニチを情報源として発表するとした[28][29][30]。スポニチは同紙を情報源としているイタリア各紙の報道について、イタリア各紙がユベントスが本田獲得と報道していると発表[31]。それに対し、本田[32][33]及び代理人[34]や、本田の所属するCSKAモスクワのババエフゼネラルマネージャー[35]と移籍先であると報道されたユベントスのジュゼッペ・マロッタゼネラルマネージャー[36]も揃って移籍を否定した。さらにスポニチは、「ユベントス幹部が戦力として評価していることを明言した」[37]としていたが、マロッタゼネラルマネージャーは「構想には入っていない。本田には興味がない」と明確に否定された[36]。関係者全てに否定されたにも関わらず、約1週間後に今夏の補強の目玉や獲得を目指すユベントスなどと続報をした[38]。
- 2012年（平成24年）1月29日の紙面で、1週間前からイタリア紙などで報道されていた本田のセリエAのSSラツィオ移籍交渉について、スポニチはソースを明かさず条件面とクラブ間で合意したと報道している[39]。本田のユベントス移籍交渉の報道時と同じく、海外では報道が無くスポニチをソースに海外紙が本田移籍と報道した[40][41][42]。だが、ラツィオのターレ技術部長が29日のスカイ・スポーツのテレビインタビューにて、「合意したという情報も流れているようだが、そのニュースに驚いている。本田との交渉は続いているが、合意はしていない」と完全否定している[43]。同時にCSKA側は、本田のラツィオ入団が内定されたとする報道に不快感を露わにした[44]。翌30日、本田がイタリア入りし会長と会食しクラブの将来を話し合ったと報道するも[45]、本田が交渉中にイタリア入りした事実はなかったことが判明[46]。イタリア入りも会食も完全なスポニチの先走り報道であった。本田の移籍交渉は破談となったが、破談後にスポニチは「「合意」と伝える一部報道もあったが、関係者によると一貫して両者の開きは大きなままだったという」[47]と記事にした。
- 2012年（平成24年）2月6日、ロンドンオリンピック男子サッカーの最終予選にて、2月22日のマレーシア戦に向けて京都サンガの久保裕也が秘密兵器として招集される可能性が出てきたと報道した[48]。ところが、久保はアジア最終予選の予備登録に入っていないためか招集・メンバー登録し試合に出すことは不可能で、確認ミス報道であった。
- 2012年3月10日、CSKAモスクワの本田が前半途中で交代したことに対して、レオニード・スルツキー監督と怒った様子で口論する場面があり、指揮官との意見の相違などで交代を命じられた可能性もあると報道した[49]。実際は3月9日に現地の報道でスルツキー監督が、「本田はゼニト戦での怪我の調子がよくないため交代させた」と話しており[50]、事実確認ミスであった。
- 2019年（平成31年）1月27日 - ジャニーズ事務所(当時)所属のアイドルグループ・嵐が2020年12月末を以って無期限活動休止する旨を発表する記者会見で、文化社会部の桑原淳記者が「（嵐は）無責任じゃないかという指摘もある」などと質問し、ファンやTV評論家などから批判された。一方、エコノミストの伊藤洋一はフジテレビの情報番組内で「僕はあの質問は必要だったという風に思っています。マスコミの人間だったら、あれは誰かが聞かなきゃいけない」等と擁護する発言を行った[51]。この質問について、嵐のメンバーでもある櫻井翔が曜日キャスターとして出演している日本テレビの報道番組で、「自分の中で温度が少し上がったというのはあります。あのご質問をいただいたおかげで、結果としてきちんとわれわれの思いの丈が温度を乗せて伝えることができたと思います」等と発言した[52]。
- 2020年（令和2年）2月21日 - 同月18日、スポニチアネックス及びYahoo!ニュース等のポータルサイトにて、タレントの加藤紗里に関する記事を掲載した際に誤記があったとしておわび記事を掲載した。加藤が更新したインスタグラムの内容を記事化したものだが、「恋人」とすべきところを誤って「元夫」として配信した[53]。
- 2020年12月27日 - 2020年12月27日に新型コロナウイルス感染症（COVID-19）の感染で急逝した立憲民主党の羽田雄一郎参議院議員が死去当日、「政界関係者」の話として「東京都内で行われた会合に出席した」ものの、会場を後にして車に乗り込む際にその場に倒れて救急搬送されたと伝えた。東京スポーツも28日のウェブ記事にて「発熱4日で急死・羽田雄一郎元国交相　"ユルユル永田町"に衝撃走る」で、羽田議員は24日に発熱して新型コロナの感染が疑われていたもののPCR検査日の27日に「会合に出席しました」と報じた。記事の読者からは、「風邪症状があって、PCR検査の予定もある日になんで会合なんかに参加してんの」「会合誰も止めなかったの？」などと羽田議員の行動や、党の対応を疑問視する声がツイッターで相次いだ。同党の福山哲郎幹事長が28日の記者会見で「ネット上で流れている、会合に出て途中で倒れたという情報は事実ではございません」とも明言し事実上、前述のスポーツ紙の報道を否定した。スポニチの記事は29日までに削除され、J-CASTニュースの取材に「弊社が取材入手した内容が誤情報であったため削除しました」と誤りを認めた[54]。
- 2021年（令和3年）10月17日 - 同日付紙面及びスポニチアネックスに、「Jリーグが来季から事実上のホームタウン制度撤廃を検討していることが明らかになった」との記事を掲載した[55]。この記事に対してJリーグは同日、村井満チェアマン名で「一部報道機関において、Jリーグがホームタウン制度を撤廃するとの表現を用いた報道がありました。（中略）このホームタウン制度について撤廃・変更の事実は一切なく、今後、Jクラブの営業、プロモーション、イベント等のマーケティング活動における活動エリアに関する考え方の方向性について議論しているものです。Jリーグが創設当初から掲げている地域密着の思想が揺らぐものでは全くありません。」とする声明を出し、記事を頑なに否定した[56]。
- 2024年（令和6年）4月10日 - 同日付の紙面及びスポニチアネックスに、「MLB・ジャイアンツを退団し帰国した筒香嘉智を巨人が獲得決定的」「古巣のDeNAは、交渉は既に終わり復帰には至らない方向」等とする記事を掲載[57]。しかし、同月16日14時25分に筒香がDeNAと契約合意したことが同球団から正式発表された[58]。この件について14日付の日刊スポーツ紙面及びWebサイトが「筒香DeNA復帰決定的」との見出しの記事を掲載[59]。その後も巨人と同じ読売グループであるスポーツ報知[60]や読売新聞[61]を始めとする複数の報道媒体も相次いで同様の報道を行った。本紙も16日付で記事を掲載し、同日早朝に本紙DeNA担当記者がX(旧・Twitter)で「弊紙報道についてお詫び申し上げます。今後細心の注意を払い報道を進める所存です」等と謝罪した[62][63]。
- 2025年（令和7年）3月10日 - スポニチアネックスに「(個人名)カウンター席で隣だった男女の会話に疑問、フォロワー賛否「分からない」「意気投合すれば…」」を表題とした記事を掲載。しかし翌11日に「(個人名)とは違う方の投稿を基に作成しました」として謝罪し、記事を削除した[64]。

## 記者による問題行動
- 2012年4月に、当時勤務する女性記者が無免許運転で人身事故を起こして自動車運転過失傷害と道交法違反（無免許運転）の現行犯で逮捕されたが、この事件は5月18日の他社報道にて判明した[65]。
- 日本国内で新型コロナウイルス感染症（COVID-19）が流行していた2021年は、COVID-19対策をめぐる不正な行為によって記者が社内処分を受ける事例が相次いでいる。
  - 「日本中央競馬会に所属する調教助手や厩務員などの厩舎関係者が、日本政府がCOVID-19対策の一環で創設した持続化給付金を不正に受給した」とされる問題が2月に浮上した際に、大阪本社編集局のレース部に勤務していた競馬担当の男性記者が、申請を指南していた大阪市の男性税理士を厩舎関係者に仲介していたことが判明。スポーツニッポンでは、2月25日付の紙面で上記の事実を認めるとともに、「本来の業務と関係のない行為で記者としての倫理を逸脱した」として謝罪文を掲載した。当該記者は同日付でレース部から異動した後に、4月28日付で出勤停止の懲戒処分を受けたほか、当時所属していた関西競馬記者クラブからの退会も余儀なくされた[66][67][68]。
  - 日本政府が新型インフルエンザ等対策特別措置法に基づく緊急事態宣言を東京都内へ発出していた4月30日・5月7日に、大相撲力士の朝乃山（当時は大関）が日本相撲協会の申し合わせ（COVID-19対策のガイドライン）に反して都内の「接待を伴う飲食店」へ出入りしていたことを『週刊文春』が5月27日号（同月19日発売）で報道。同誌の記者が当該店舗の前で朝乃山を取材するために待機していたところ、朝乃山を待ち受けていた東京本社勤務の相撲担当記者が「お前ら週刊誌（の記者）なんだろ?  こっちは素人じゃねぇんだよ」などと威圧しながら、取材を妨げた模様も伝えた[69]。東京本社では、当該記者からの事情聴取や社外の弁護士を交えた調査[70]を経て、6月11日に関係者の処分を発表。当該記者を東京本社付へ異動させたうえで諭旨解雇、直属の上司に当たる部長を減給に処した（いずれも同月10日付）。さらに、東京本社の役員（代表取締役社長の河野俊史など3人）が役員報酬の一部を返上することも発表している[71]。
    - 当該記者は、中途採用で東京本社へ入社した。相撲担当に配属されてからは、取材で知り合った現役力士（朝乃山や貴景勝など）を誘っては飲食や遊興を繰り返していたとされる[72]。朝乃山とは緊急事態宣言の発出中に「接待を伴う飲食店」を10回訪れていたが、『週刊文春』の編集部から東京本社宛てに質問状が届いた旨をスポーツ担当部長から聞いた[73]直後に、事実を隠蔽するための「口裏合わせ」を朝乃山に提案した。朝乃山は日本相撲協会、当該記者は東京本社社内の事情聴取に対して緊急事態宣言下での「不要な外出」自体を否定していた[74]。
    - 日本相撲協会では、緊急事態宣言発出中の5月9日から、COVID-19の感染拡大に対する防止策を徹底させながら本場所（令和3年大相撲夏場所）を両国国技館（東京都墨田区）で開催していた。朝乃山はこの場所に「東の正大関」として臨んでいて、夏場所の10日目（『週刊文春』の報道が出る前日の18日）に、尾車コンプライアンス部長からの事情聴取に対して「事実無根です」と否定していた。しかし、11日目（19日）の打ち出し後に日本相撲協会からの事情聴取を再び受けた際に、相撲担当記者と共に「接待を伴う飲食店」への出入りを繰り返していたことや、1回目の聴取で虚偽の内容を報告したことや、当該記者との出入りの事実を示す証拠の隠滅（私用のスマートフォンに残っていたLINE上のメッセージの削除など）を図ったことを認めた[74][75]。
    - 朝乃山は夏場所を12日目（20日）から休場したばかりか、場所後の5月21日付で日本相撲協会に引退届を提出した。これに対して、協会では引退届を預かったうえで6月11日に臨時理事会を開催。朝乃山への懲戒処分として、直近（7月）場所から6場所連続出場停止と6ヶ月間の報酬半減（50%減額）に処すことを決めた。「朝乃山にはもう一度チャンスを与える」との姿勢を示しながら相撲協会への虚偽報告を重く見た末の決定で、朝乃山の行為で協会に再び迷惑が掛かった場合は引退届を正式に受理する方針も打ち出している[76]。東京本社による一連の処分は朝乃山の懲戒処分を受けた措置で、（関連会社からの発行分を含む）6月12日付の紙面で上記の処分、経緯、今後の対策に関する説明に1ページを割いた。朝乃山は出場停止明けの場所（2022年の名古屋場所）から三段目で復帰すると、夏場所で幕下、2023年の初場所で十両にまで戻る。

## 別刷り
スポニチは首都圏と関西向けにそれぞれ別刷りが折り込まれるが、二部紙と異なる扱い。

### スポニチジュニア
大阪本社では、2010年（平成22年）2月から「子供でも読めるスポーツ紙」をキャッチコピーに『スポニチジュニア』を創刊した。日本のプロ野球や大リーグ、サッカー、ゴルフなどのスポーツを小学生にも理解するためのもので、不定期で発行。本物のスポーツニッポンと同じ内容の見出しで、ブランケット判8ページで発行。フリーペーパー扱いで京阪神と首都圏のマクドナルドに設置されている。地域外へも1部単位での通信販売がされている。

### アルチーボ
東京本社で宅配購読すると毎週木曜日に入ってくる。2014年3月に開始し、「MANGA ARCHIVOS WEEKLY」とも書かれ、誰にも忘れられないマンガがあるをキャッチフレーズに昭和時代に発行された漫画を掲載している。「アルチーボ」はスペイン語でアーカイブの意味がある。

## 社史・記念誌
- スポーツニッポン新聞社東京本社社史編纂委員会・編『スポーツニッポン新聞25年史』1975年発行、149ページ。
- スポーツニッポン新聞大阪本社・編『スポーツニッポン新聞三十年史』1979年2月1日発行、227ページ。
- スポーツニッポン新聞東京本社・編『スポーツニッポン新聞50年史(東京)』1999年発行、451ページ。
- スポーツニッポン新聞大阪本社・編『スポーツニッポン新聞50年史(大阪) 1 通史』1999年2月発行、231ページ。
- スポーツニッポン新聞大阪本社・編『スポーツニッポン新聞50年史(大阪) 2 年表』1999年2月発行、245ページ。
- スポーツニッポン新聞東京本社・編『スポーツニッポン新聞60年小史』2009年2月1日発行。

『スポーツニッポン新聞50年史』は、旧・東京本社が発行したものと旧・大阪本社が発行したものがある（前述の通り、2004年10月の3本社合併までは旧・西部本社も含め、それぞれ独立した法人だった）ため、本項では便宜上“スポーツニッポン新聞50年史”の後に括弧書きで東京or大阪とつけている。